# Ниночка
«Ниночка» (англ. Ninotchka) — романтическая кинокомедия режиссёра Эрнста Любича с Гретой Гарбо и Мелвином Дугласом в главных ролях. Фильм вышел в прокат со слоганом «Гарбо смеётся!» и стал первой полноценной комедийной картиной Гарбо и её предпоследним появлением на киноэкране. Сценарий был написан Билли Уайлдером, Чарльзом Брэкеттом и Вальтером Райшем по мотивам рассказа Мельхиора Лендьела.

## Сюжет
Трое советских эмиссаров — Иранов, Бульянов и Копальский — по заданию партии приезжают в Париж, чтобы продать украденные у аристократии драгоценности. У них есть украшения, до революции принадлежавшие великой княгине Сване, которая хочет их выкупить до торгов и посылает к эмиссарам в качестве посредника своего любовника графа Леона д’Альгу. Леон знакомит советских посланников с прелестями капиталистической жизни, они быстро поддаются искушению и, вместо того чтобы выполнять задание, предаются развлечениям. Тогда Советы откомандировывают в Париж партработницу Нину Якушову с поручением довести дело до конца и вернуть на родину троих бездельников. Поначалу Ниночка тверда и несгибаема в своём противостоянии Леону и парижским соблазнам, но граф влюбляется в неё и она постепенно отвечает ему взаимностью…

## В ролях
- Грета Гарбо — Нина Ивановна Якушова
- Мелвин Дуглас — граф Леон д’Альгу
- Ина Клер — великая княгиня Свана
- Зиг Руман — Иранов
- Феликс Брессар — Бульянов
- Александр Гранах — Копальский
- Бела Лугоши — комиссар Разинин
- Григорий Ге — Раконин
- Тамара Шэйн — Анна
- Рольфе Седан — управляющий отелем
- Эдвин Максвелл — Мерсье
- Ричард Карл — Гастон
- Джордж Тобиас — российский визовый чиновник
- Чарльз Жюдельс — Пер Матье, владелец кафе
- Эдвин Стэнли — советский юрист

## Признание
В 1940 году фильм получил четыре номинации на премию «Оскар»: лучший фильм, лучшая актриса (Грета Гарбо), лучший литературный первоисточник (Мельхиор Лендьел) и лучший сценарий (Чарльз Брэкетт, Билли Уайлдер, Вальтер Райш). Национальный совет кинокритиков США включил ленту в список десяти лучших фильмов года и признал Грету Гарбо лучшей актрисой. В 1990 году картина была включена в Национальный реестр фильмов. В 2000 году фильм занял 52-е место в списке 100 самых смешных американских фильмов за 100 лет по версии AFI.

## Критика
Когда фильм был впервые выпущен, кинокритик «Нью-Йорк Таймс» Фрэнк Ньюджент похвалил его: «Комедия, в которой выступают мистер Дуглас, Ина Клэр и Зиг Руман, Феликс Брессар и Александр Гранах, благодаря хитро написанному сценарию Вальтера Райша, Чарльза Брэкетта и Билли Уайлдера, вышла блестящей. Сталину, повторяем, это не понравится; но если ваши вкусы не слишком близки к партийной линии, мы думаем, что вы безмерно порадуетесь».
Уже в 2008 году кинокритик Деннис Шварц обсуждал юмор фильма: «Хитрые политические шутки включают в себя высказывание Гарбо: «Последние массовые процессы прошли с большим успехом. Русских будет меньше, но лучше», и есть несколько удачных шуток, высмеивающих неудавшуюся советскую пятилетку. Фильм был забавным в некоторых местах, но я подумал, что он также был грубым, ему не хватало обычных тонкостей Любича, он не шёл в ногу с лучшими ранними комедиями Любича и что последние полчаса действительно замедлили ход событий с неинтересным искусственным разрешением».

#### Переиздание
Попытка MGM повторно выпустить «Ниночку» во время Второй мировой войны была пресечена на том основании, что Советский Союз был тогда союзником Запада. Фильм был переиздан лишь после окончания войны.